# Iodură de mercur (II)
Iodura de mercur (II) este o sare a mercurului divalent cu acidul iodhidric cu formula HgI2. Are o culoare roșie-intensă sau galbenă.

## Obținere
Iodura de mercur (II) se obține prin reacția dintre o iodură (alcalină sau solubilă) cu clorura de mercur:
{\displaystyle \mathrm {2KI+HgCl_{2}\longrightarrow HgI_{2}\downarrow +2KCl} }